# Huisne
Huisne – rzeka we Francji, przepływająca przez tereny departamentów Orne, Eure-et-Loir oraz Sarthe, o długości 164,3 km. Stanowi lewy dopływ rzeki Sarthe.